# Richard Barraclough
Richard William Barraclough (ur. 6 marca 1943) – brytyjski zapaśnik walczący w stylu wolnym. Olimpijczyk z Monachium 1972, gdzie odpadł w eliminacjach w kategorii 82 kg.
Trzykrotny mistrz kraju w latach 1970 i 1971 (90 kg) i 1972 (85 kg).
- Turniej w Monachium 1972

Pokonał Constanta Bensa z Belgii, a przegrał z Johnem Petersonem z USA i Peterem Neumairem z RFN.